# Anydrophila imitatrix
Anydrophila imitatrix là một loài bướm đêm trong họ Noctuidae.